# Halové mistrovství Evropy v atletice 1970

Wiener Stadthalle

1. halové mistrovství Evropy v atletice se odehrávalo ve dnech 14. – 15. března 1970 v hlavním městě Rakouska, ve vídeňské hale Wiener Stadthalle. Vídeň hostila halové ME také v roce 1979 a v roce 2002, kdy se šampionát konal v hale Ferry-Dusika.
Tento šampionát se koná již od roku 1966, první čtyři ročníky však nesly název Evropské halové hry. Na programu bylo dohromady 22 disciplín (13 mužských a 9 ženských).

## Medailisté

### Muži
| Soutěž           | Zlato                                                                                 | Stříbro                                                                          | Bronz                                                                          |
| ---------------- | ------------------------------------------------------------------------------------- | -------------------------------------------------------------------------------- | ------------------------------------------------------------------------------ |
| 60 m             | Valerij Borzov 6,6                                                                    | Zenon Nowosz 6,7                                                                 | Jarkko Tapola 6,7                                                              |
| 400 m            | Alexandr Bratčikov 46,8                                                               | Andrzej Badeński 46,9                                                            | Jurij Zorin 48,4                                                               |
| 800 m            | Jevgenij Aržanov 1:51,0                                                               | Juan Borroz 1:51,9                                                               | Jože Medjimurec 1:51,9                                                         |
| 1500 m           | Henryk Szordykowski 3:48,8                                                            | Frank Murphy 3:49,0                                                              | Vladimir Pantelej 3:49,8                                                       |
| 3000 m           | Richard Wilde 7:47,0                                                                  | Harald Norpoth 7:49,6                                                            | Javier Salgado 7:52,6                                                          |
| 60 m př.         | Günther Nickel 7,8                                                                    | Frank Siebeck 7,8                                                                | Guy Drut 7,8                                                                   |
| 4 x 400 m        | Sovětský svaz 3:05,9 Jevgenij Borisenko Jurij Zorin Boris Savčuk Alexandr Bratčikov   | Polsko 3:07,5 Jan Werner Stanisław Grędziński Jan Balachowski Andrzej Badeński   | NSR 3:10,7 Dieter Hubner Karl-Hermann Tofaute Ulrich Strohhacker Helmar Müller |
| (2+3+4+5) 2800 m | Sovětský svaz 6:18,0 Alexandr Konnikov Sergej Krjuček Vladimir Kolesnikov Ivan Ivanov | Polsko 6:18,8 Edmund Borowski Stanisław Waśkiewicz Kazimierz Wardak Eryk Żelazny | NSR 6:19,6 Horst Hasslinger Lothar Hirsch Manfred Henne Ingo Sensburg          |
| Skok do výšky    | Valentin Gavrilov 2,20 m                                                              | Gerd Dührkop 2,17 m                                                              | Şerban Ioan 2,17 m                                                             |
| Skok o tyči      | François Tracanelli 5,30 m                                                            | Kjell Isaksson 5,25 m                                                            | Wolfgang Nordwig 5,20 m                                                        |
| Skok daleký      | Tõnu Lepik 8,05 m                                                                     | Klaus Beer 7,99 m                                                                | Rafael Blanquer 7,92 m                                                         |
| Trojskok         | Viktor Sanějev 16,95 m                                                                | Jörg Drehmel 16,74 m                                                             | Şerban Ciochină 16,47 m                                                        |
| Vrh koulí        | Hartmut Briesenick 20,22 m                                                            | H.J.Rothenburg 19,70 m                                                           | Pierre Colnard 18,96 m                                                         |

### Ženy
| Soutěž           | Zlato                                                                                           | Stříbro                                                                                       | Bronz                                                                                               |
| ---------------- | ----------------------------------------------------------------------------------------------- | --------------------------------------------------------------------------------------------- | --------------------------------------------------------------------------------------------------- |
| 60 m             | Renate Meißnerová 7,4                                                                           | Sylviane Telliezová 7,5                                                                       | Wilma van den Bergová 7,5                                                                           |
| 400 m            | Marilyn Neufvilleová 53,0                                                                       | Christel Freseová 53,1                                                                        | Colette Bessonová 53,6                                                                              |
| 800 m            | Maria Sykorová 2:07,0                                                                           | Ljudmila Braginová 2:07,5                                                                     | Zofia Kołakowská 2:07,6                                                                             |
| 60 m př.         | Karin Balzerová 8,2                                                                             | Lija Chitrinová 8,2                                                                           | Teresa Sukniewiczová 8,5                                                                            |
| 4 x 200 m        | Sovětský svaz 1:35,7 Naděžda Besfamilná Věra Popkovová Galina Bučarinová Ljudmila Samotjosovová | NSR 1:37,6 Elfgard Schittenhelmová Annelie Wildenová Marianne Bollingová Annegret Kronigerová | Rakousko 1:40,8 Maria Sykorová Brigitte Ortnerová Christa Kepplingerová Hanni Burgerová             |
| (1+2+3+4) 2000 m | Francie 4:58,4 Sylviane Telliezová Mireille Testanière Colette Bessonová Nicole Duclosová       | NSR 5:01,1 Elfgard Schittenhelmová Heidi Gerhardová Christa Mertenová Jutta Haaseová          | Sovětský svaz 5:02,2 Ljudmila Golomazovová Olga Klejnová Naděžda Kolesnikovová Světlana Moščenoková |
| Skok do výšky    | Ilona Gusenbauerová 1,88 m                                                                      | Cornelia Popescuová 1,82 m                                                                    | Rita Schmidtová 1,82 m                                                                              |
| Skok daleký      | Viorica Viscopoleanuová 6,56 m                                                                  | Heide Rosendahlová 6,55 m                                                                     | Mirosława Sarna 6,54 m                                                                              |
| Vrh koulí        | Naděžda Čižovová 18,60 m                                                                        | Hannelore Friedelová 18,39 m                                                                  | Marita Langeová 18,09 m                                                                             |

## Medailové pořadí
| Umístění | Stát           | Zlato | Stříbro | Bronz | Celkem |
| -------- | -------------- | ----- | ------- | ----- | ------ |
| 1.       | Sovětský svaz  | 10    | 2       | 3     | 15     |
| 2.       | NDR            | 3     | 6       | 3     | 12     |
| 3.       | Francie        | 2     | 1       | 3     | 6      |
| 4.       | Rakousko       | 2     | 0       | 1     | 3      |
| 5.       | Velká Británie | 2     | 0       | 0     | 2      |
| 6.       | NSR            | 1     | 5       | 2     | 8      |
| 7.       | Polsko         | 1     | 4       | 3     | 8      |
| 8.       | Rumunsko       | 1     | 1       | 2     | 4      |
| 9.       | Španělsko      | 0     | 1       | 2     | 3      |
| 10.      | Irsko          | 0     | 1       | 0     | 1      |
| 10.      | Švédsko        | 0     | 1       | 0     | 1      |
| 12.      | Finsko         | 0     | 0       | 1     | 1      |
| 12.      | Nizozemsko     | 0     | 0       | 1     | 1      |
| 12.      | SFR Jugoslávie | 0     | 0       | 1     | 1      |